# ЛОКАФ
Литературное объединение Красной Армии и Флота (ЛОКАФ) — литературное объединение, созданное в СССР в июле 1930 года. В 1931 году появился одноимённый журнал, позднее переименованный в «Знамя»; в Ленинграде выходил журнал «Залп». ЛОКАФ был ликвидирован после партийного постановления о создании единого Союза писателей (1932).
Инициативная группа, поставившая вопрос о создании литературного объединения, возникла в середине июня 1930 года. В неё вошли Демьян Бедный, Янка Купала, Ю. Либединский, А. Безыменский, В. Саянов, М. Чумандрин, Г. Горбачев, И. Молчанов, Алексей Сурков, В. Ставский, М. Лузгин, Иван Батрак, П. Замойский, И. Дорогойченко, Л. Ильинский, М. Карпов, В. Кириллов, С. Мстиславский, Юрий Олеша, Н. Асеев, Н. Огнёв, А. Малышкин и другие, военные писатели: Б. Лавренёв, Л. Дегтярев, С. Щипачев, Н. Свирин, Всеволод Вишневский, Адам Дмитриев, Давид Лин, С. Михайлов, Ян Калнынь и др. представители армейского руководства и общественные деятели: Гайк Осепян, Киверцев, Берлин, Роберт Эйдеман, Михаил Поляк, Феликс Кон, Семён Канатчиков, Борис Ольховый и другие.
Инициативная группа обратилась через центральные газеты «Правда», «Известия ЦИК», «Красная звезда» и «Литературная газета» ко всем писателям СССР с призывом объединиться для создания литературы, «помогающей рабочему классу Союза ковать свою боеспособность, литературы, правильно отображающей классовое лицо Красной армии и флота».
В конце июля 1930 года в Центральном доме Красной армии, в Москве, состоялось организационное собрание, на котором присутствовали писатели, представители военной печати, делегаты происходившего тогда 2-го всеармейского агитпропсовещания и делегаты военных литкружков, на котором собственно и был создан ЛОКАФ.
Организации ЛОКАФа, кроме Москвы, были созданы в Ленинграде, на Украине, Белоруссии, на Северном Кавказе, в Средней Азии, в Поволжье, на Черноморском флоте, на Дальнем Востоке, в Кавказской краснознамённой армии. В ЛОКАФ входило более 120 гражданских писателей и более 2500 военнослужащих — членов красноармейских литобъединений, а также профессиональных писателей и журналистов, служивших в армии.
Задачи ЛОКАФа:

1. мобилизовать советских писателей на дело укрепления обороноспособности СССР, привлечь их к разработке военной тематики;
2. воспитывать молодые писательские кадры из среды красноармейцев, краснофлотцев и начсостава, организовывать литкружки в частях Красной армии и на кораблях и в экипажах флота;
3. стремиться к созданию художественных произведений о войне и Красной армии и флоте, правильно, на основе марксистско-ленинского учения о войне трактующих классовую и интернациональную сущность вооруженных сил рабочего класса, роль коммунистической партии в руководстве этими силами, военную политику и практику рабочего класса, произведений, жестоко разоблачающих сущность шовинистических и пацифистских течений и тенденций как в советской, так и в западноевропейской литературе, произведений, воспитывающих в трудящихся СССР и всего мира пламенную ненависть к капиталистам и их лакеям и готовность к уничтожению этого классового врага;
4. создать кадры критики, которая поведет решительную борьбу с чуждыми марксистско-ленинскому учению о войне теориями в художественной литературе;
5. широко развернуть издание журналов, альманахов, сборников, газет, литературных страниц, посвященных вооруженной борьбе с империализмом, военных отделов и художественных периодических изданий и выпуск целых военных номеров их.

Контактировали с Всесоюзной ассоциацией пролетарских писателей (ВАПП).
Московский ЛОКАФ располагался в правом флигеле «герценовского дома», где сейчас Литературный институт им. А. М. Горького.